# USS Belleau Wood (CVL-24)
La USS Belleau Wood (hull classification symbol CV/CVL-24), è stata una portaerei leggera di classe Independence, prima nave della Marina degli Stati Uniti a prendere il nome della battaglia di Bosco Belleau, vittoriosa battaglia minore della prima guerra mondiale
Inizialmente ordinato come incrociatore di classe Cleveland con il nome New Haven, il contratto di costruzione venne assegnato alla New York Shipbuilding Corporation di Camden, New Jersey, il 9 settembre 1940. L'impostazione della chiglia avvenne l'11 agosto 1941 e, dopo esser stata convertita a portaerei di classe Independence il 18 marzo 1942, venne completata il 6 dicembre 1942. Entrò in servizio il 31 marzo 1943 con l'allora capitano Alfred M. Pride al comando.
Radiata nel 1947, il 23 dicembre 1953 entrò in servizio con la Marine nationale sotto il nome di Bois Belleau (hull classification symbol R 97) e rimase attiva fino al 1960, quando fu riconsegnata alla marina degli Stati Uniti.
Durante la guerra contro l'Impero giapponese, partecipò alle importanti battaglie navali del Mare delle Filippine e del Golfo di Leyte.

## Storia

### United States Navy

#### Costruzione ed entrata in servizio
La chiglia della Belleau Wood fu impostata l'11 agosto 1941 presso la New York Shipbuilding Corporation. Inizialmente fu ordinata come incrociatore di classe Cleveland con il nome New Haven, con il designato numero di scafo CL-76. A partire dal gennaio 1942, il presidente Franklin Delano Roosevelt ordinò che il primo di numerosi nuovi incrociatori fosse convertito in portaerei leggere. Il 10 febbraio dello stesso anno il New Haven fu tra quelli selezionati per la conversione. Il 31 marzo, la nave fu ribattezzata Belleau Wood, in onore della battaglia di Belleau Wood, una grande battaglia combattuta dal Corpo dei Marines durante la prima guerra mondiale. Ricevette anche un numero di scafo aggiornato: CV-24. Terza nave di quella che oggi era la classe di portaerei leggere Independence, la nave fu varata il 6 dicembre 1942 e, dopo aver completato i lavori di allestimento, la nuova portaerei entrò in servizio il 31 marzo 1943 con l'allora capitano Alfred M. Pride al comando.
A partire da fine maggio, la Belleau Wood iniziò l'addestramento iniziale nella Chesapeake Bay, prima di effettuare una breve sosta al Norfolk Naval Shipyard a Norfolk, Virginia. L'8 giugno navigò per iniziare la sua crociera di collaudo nelle Indie Occidentali. Il 13 giugno si fermò a Port of Spain, capitale di Trinidad e Tobago, e in seguito condusse varie esercitazioni di addestramento, tra cui pratica di controllo dei danni, addestramento al volo e manovre tattiche nel Golfo di Paria. Risalì per gli Stati Uniti all'inizio di luglio, arrivando a Filadelfia il 3 luglio. Lì, subì riparazioni e modifiche per correggere i problemi identificati durante la messa a punto. Durante il ciclo di manutenzione e modfiche, il 15 luglio, ricevette anche un nuovo pennant number: CVL-24. Il 21 luglio partì per l'Oceano Pacifico, passando attraverso il canale di Panama il 26 luglio, prima di incontrare la sua nave gemella Princeton, la portaerei di classe Essex Lexington e sei navi da scorta a Balboa, Panama. Due giorni dopo le navi salparono insieme per Pearl Harbor, arrivandovi il 9 agosto. L'equipaggio della nave trascorse le due settimane successive a prepararsi per unirsi all'operazione per catturare Baker Island.

#### Campagna delle isole Gilbert e Marshall
La USS Belleau Wood fu assegnata al Task Group (TG) 11.2, che includeva anche la USS Princeton e sette navi da scorta. Le navi partirono da Pearl Harbor il 25 agosto, dirette a Baker Island, che raggiunsero il 1º settembre. Quel giorno, i caccia della Combat Air Patrol (CAP) della Belleau Wood intercettarono e abbatterono un idrovolante giapponese Kawanishi H8K. Nelle due settimane successive, la Belleau Wood e la Princeton coprirono le forze di terra sull'isola mentre costruivano un aeroporto che sarebbe stato utilizzato per supportare l'imminente campagna delle isole Gilbert e Marshall. Le due portaerei leggere si riunirono alla Lexington nella metà di settembre per effettuare attacchi alle posizioni giapponesi nelle isole Gilbert tra il 18 e il 19 settembre, come parte degli attacchi preparatori prima della battaglia di Tarawa. La sua CAP abbatté anche un bombardiere Mitsubishi G4M che tentò di attaccare la flotta. La Belleau Wood tornò quindi a Pearl Harbor il 23 settembre per riarmarsi e rifornirsi, prima di salpare di nuovo per lanciare un raid su Wake Island il 29 settembre. Per questa operazione, la Belleau Wood fu trasferita al Task Group 14.5, che comprendeva altre cinque portaerei. La Belleau Wood era principalmente impegnata a mantenere la difesa CAP per la flotta, ma il suo gruppo aereo lanciò due incursioni sull'isola. Due dei suoi caccia Grumman F6F andarono perduti durante le incursioni, uno dei quali fu abbattuto dalle mitragliatrici antiaeree giapponesi, e l'altro si schiantò nel tentativo di atterrare. Quattro membri dell'equipaggio di coperta morirono nell'incidente. Le navi tornarono quindi a Pearl Harbor l'11 ottobre.
La nave trascorse il mese successivo ad addestrarsi al largo di Pearl Harbor mentre la flotta si preparava all'invasione degli atolli di Tarawa e Makin. La Belleau Wood, trasferita alla Task Group 50.2, che includeva la sua gemella Monterey e la portaerei Enterprise, fece una sortita il 10 novembre. Il 19 novembre, il giorno prima dell'inizio dell'invasione di Tarawa, le tre portaerei colpirono Makin e continuarono a supportare i combattimenti sulle due isole fino al 26 novembre, quando l'ultima resistenza giapponese fu sconfitta. Il giorno seguente, la Belleau Wood e l'Enterprise furono trasferite al Task Group 50.3, unità in cui era presente anche la USS Essex. Le navi del TG 50.3 e del TG 50.1 furono inviate a razziare le Isole Marshall, sia per indebolire la potenza aerea giapponese nella zona sia per effettuare una ricognizione dell'atollo di Kwajalein, obbiettivo della successiva grande operazione anfibia della campagna. La Belleau Wood effettuò svariati pattugliamenti in difesa del gruppo operativo il 4 dicembre, mentre le altre due portaerei colpirono gli atolli Kwajalein e Wotje. Quella sera, durante un contrattacco giapponese, un bombardiere G4M colpì quasi la USS Belleau Wood con un siluro che passò circa 9,1 m a dritta. La Lexington, unità del TG 50.1, fu colpita da un siluro nell'attacco e i due gruppi la coprirono mentre si ritirava a Pearl Harbor per le riparazioni.
La flotta condusse operazioni di addestramento al largo di Pearl Harbor per le cinque settimane successive e gli equipaggi delle navi rifornirono carburante e munizioni per la successiva grande operazione, il cui nome in codice era Flintlock: l'invasione delle Isole Marshall. La flotta lasciò Pearl Harbor il 16 gennaio 1944 dove, per l'operazione, la Belleau Wood era stata trasferita al Task Group 58.1, insieme all'Enterprise e alla portaerei Yorktown. Le portaerei iniziarono i raid sugli aeroporti giapponesi situati sugli atolli di Kwajalein, Wotje e Maloelap il 29 gennaio per sopprimere la potenza aerea giapponese nella zona prima dell'invasione. Come in precedenza, la Belleau Wood era principalmente impegnata a mantenere la CAP per il resto del gruppo di lavoro, ma lanciò un raid sull'aeroporto di Taroa sull'isola di Taroa, una delle isole costituenti dell'atollo di Maleolap. Durante quell'attacco, due dei caccia della Belleau Wood furono abbattuti dal fuoco antiaereo. Le portaerei passarono quindi a fornire supporto diretto ai soldati e ai marine che combattevano nella battaglia di Kwajalein, durante la quale altri tre aerei della portaerei classe Independence furono abbattuti.

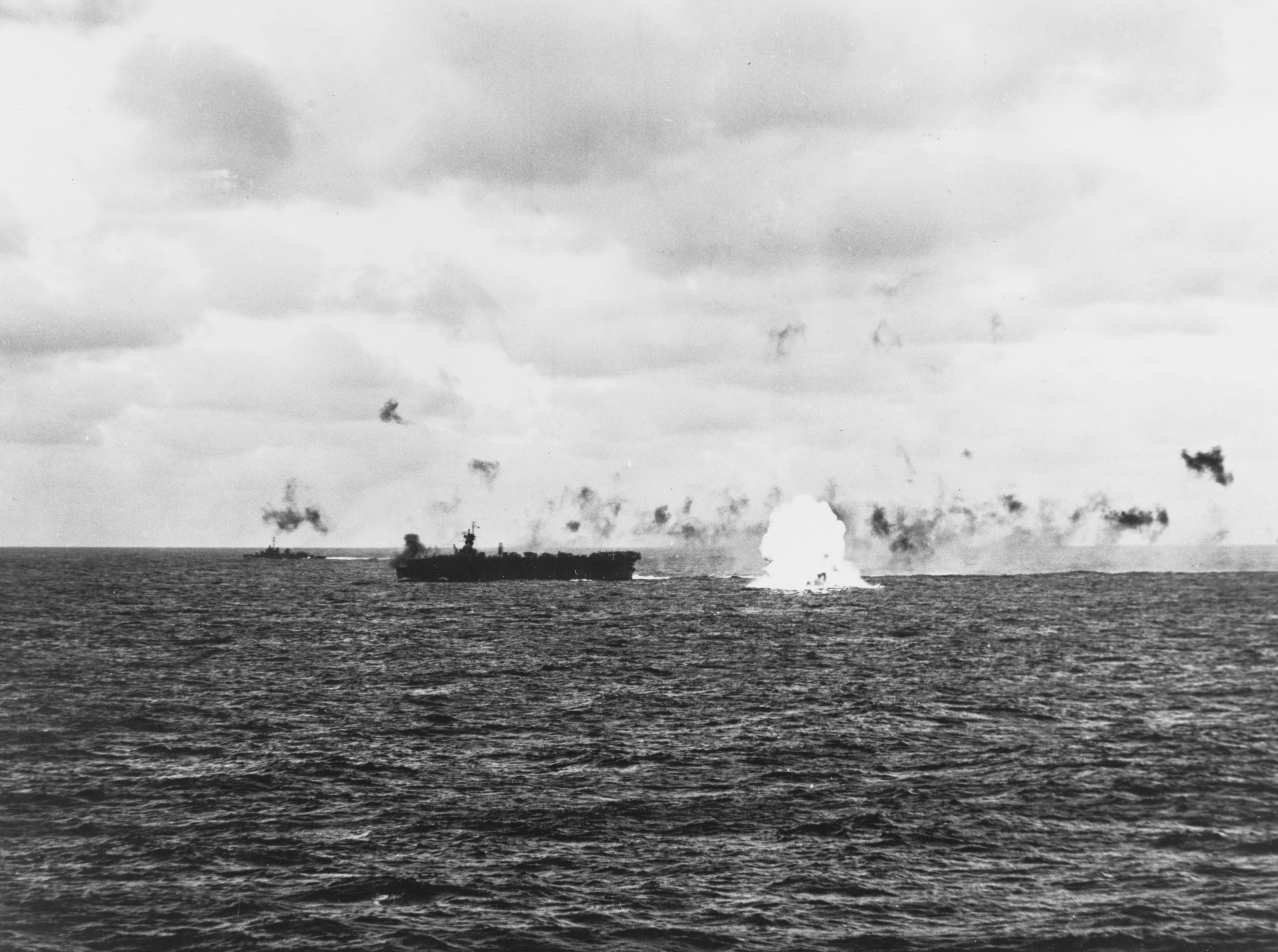
Un bombardiere giapponese esplode mentre si schianta in mare vicino alla USS Belleau Wood, durante un attacco alla Task Group 58.2 al largo delle Isole Marianne, 23 febbraio 1944.

Il 4 febbraio la Belleau Wood e il resto del suo gruppo salparono per Majuro, capitale delle Isole Marshall, per rifornirsi di carburante e munizioni e altre forniture. In seguito al rifornimento, tornarono a Kwajalein per riprendere le operazioni contro i difensori giapponesi. Il grosso della Fast Carrier Task Force, inclusa la Belleau Wood, salpò verso ovest il 12 febbraio per lanciare l'Operazione Hailstone, un attacco importante alla base giapponese di Truk. Il raid aveva lo scopo di coprire il successivo assalto anfibio della campagna, l'invasione di Eniwetok. La Belleau Wood fornì ancora una volta difesa aerea per il gruppo operativo e, nel pomeriggio del 16 febbraio, uno dei suoi caccia abbatté un aerosilurante Nakajima B5N. Dopo un'altra serie di attacchi il giorno dopo, il gruppo operativo si ritirò a est per fare rifornimento. Le portaerei salparono di nuovo verso ovest per attaccare le posizioni giapponesi a Tinian e Saipan nelle Isole Marianne, dove la USS Belleau Wood coprì come di consueto il resto delle portaerei. Il 22 febbraio, una coppia di bombardieri G4M si intrufolò tra gli aerei della CAP e tentò di bombardare la Belleau Wood, ma la sua batteria antiaerea abbatté entrambi gli aerei prima che potessero colpire la nave. Nello stesso attacco, un caccia Kawasaki Ki-61 attaccò la USS Essex, ma mentre tentava di ritirarsi, le armi difensive del Belleau Wood abbatterono anche quello. Anche due bombardieri leggeri Kawasaki Ki-48 furono abbattuti dai caccia della portaerei leggera di classe Independence.

#### Operazioni in Nuova Guinea
La task force della portaerei veloce si ritirò a Majuro il 26 febbraio per un altro periodo di rifornimento e riparazioni. Anche la Belleau Wood assunse aerei sostitutivi dopo le sue perdite nella campagna. Il Task Group 58.1, che a quel tempo comprendeva solo la USS Belleau Wood e la USS Enterprise con le loro scorte, salpò il 7 marzo per Espiritu Santo nel Pacifico meridionale, che raggiunse cinque giorni dopo. Lì, si unirono a una forza d'assalto anfibia che colpì l'isola di Emirau il 20 marzo. Lo sbarco su Emirau non incontrò opposizione, consentendo alla TG 58.1 di navigare verso nord per colpire gli aeroporti nelle isole Caroline occidentali e in Nuova Guinea per sopprimere la potenza aerea giapponese nella regione mentre altre forze sbarcavano a Humboldt Bay e Tanahmerah Bay nella battaglia di Hollandia. Le portaerei poi si diressero verso nord per colpire di nuovo le Caroline, dove, il 30 marzo 1944, gli aerei della Belleau Wood presero di mira Palau e, il giorno dopo, lanciò incursioni su Yap, Ulithi e Ngulu. Quello stesso giorno, i suoi caccia abbatterono due bombardieri G4M. Le navi si ritirarono il 1º aprile e, mentre lasciava l'area, la Belleau Wood inviò i suoi caccia a fare un raid sull'atollo di Woleai, distruggendo sette aerei giapponesi a terra nel processo.
Il gruppo operativo tornò quindi a Majuro per un altro periodo di manutenzione e rifornimento che durò circa una settimana. Le navi effettuarono una nuova sortita il 13 aprile per tornare alle operazioni a supporto delle truppe di terra che combattevano a Hollandia in Nuova Guinea. La USS Belleau Wood fornì ancora una volta copertura aerea al resto delle portaerei mentre colpivano le posizioni giapponesi a Sawar, Wakde e Sarmi. Successivamente il 23 aprile 1944 la Belleau Wood fece rifornimento in mare, per poi tornare con l'obbiettivo di lanciare raid su Sawar e Sarmi. Il Task Group 58.1 partì quindi per Seeadler Harbor sull'isola di Manus, dove effettuarono dei rifornimenti. Il 29 aprile, le portaerei della flotta attaccarono di nuovo Truk, mentre la Belleau Wood fornì la difesa CAP. Lo stesso schema fu ripetuto il giorno seguente contro Pohnpei nelle Caroline. Il 1º maggio, i caccia della Belleau Wood ripulirono l'isola mentre le corazzate americane la bombardavano. Successivamente le navi partirono per Kwajalein lo stesso giorno, arrivando lì il 4 maggio. Nel corso delle operazioni del mese precedente, la USS Belleau Wood perse un caccia F6F Hellcat e due aerosiluranti TBF Avenger.

#### Campagna delle Marianne
Lo USS Belleau Wood e il resto della TG 58.1 tornarono quindi a Majuro per ricongiungersi al resto della flotta mentre si preparava per l'Operazione Forager, ovvero l'invasione delle Isole Marianne situate nel Pacifico centrale. Nel corso dei preparativi, la TG 58.1 fu riorganizzata divenendo composta, oltre dalla Belleau Wood, dalla USS Yorktown e dalle portaerei Hornet e Bataan, quest'ultima appartenente alla classe Independence. La task force della portaerei partì il 6 giugno per iniziare la prima fase dell'operazione, ovvero una serie di attacchi aerei su larga scala sulle isole di Saipan, Tinian e Guam per sopprimere la potenza aerea giapponese nella zona. Gli attacchi iniziarono cinque giorni dopo e la Belleau Wood contribuì con i suoi caccia a un raid su Guam, i quali abbatterono quattro caccia Mitsubishi A6M Zero su Hagåtña, la capitale di Guam. I caccia della portaerei abbatterono un altro Zero e un caccia Kawasaki Ki-45 durante un secondo attacco il 12 giugno, sebbene uno degli F6F di stanza sulla Belleau Wood fu abbattuto nello scontro. Il 14 giugno, con la fine del primo round di attacchi, le portaerei si ritirarono per fare rifornimento, salpando successivamente verso nord per colpire le isole Bonin.
Il comando americano sperava che i raid sugli aeroporti nei Bonins avrebbero portato alla cattura degli aerei giapponesi che venivano trasportati per rinforzare le isole Marshall. Il 15 giugno, le portaerei americane colpirono Hahajima e Chichijima, sebbene i caccia della Belleau Wood ricoprissero ancora una volta il ruolo di pattugliamento aereo. Quel giorno i suoi bombardieri attaccarono e affondarono una grande nave cargo nella zona. Mentre tentava di atterrare quella sera, uno dei suoi F6F si schiantò attraverso la barriera e finì sull'isola, innescando un grande incendio. Le squadre di controllo dei danni spensero l'incendio dopo 23 minuti e nessuno rimase ferito nell'incidente, e la Belleau Wood riprese le operazioni di volo il giorno dopo. Quella mattina, le portaerei inviarono un gruppo di caccia per fare un raid su Iwo Jima, ma le segnalazioni di una flotta giapponese che si avvicinava alla flotta d'invasione americana nelle Marianne spinsero il TG 58.1 ad annullare un raid più ampio sull'isola pianificato per quel pomeriggio e a dirigersi a sud ad alta velocità per incontrarsi con il resto della task force della portaerei veloce. La flotta americana si radunò il 18 giugno in una posizione a circa 280 chilometri ad ovest di Saipan per attendere la flotta giapponese.
Nella successiva battaglia del Mar delle Filippine, i giapponesi localizzarono per primi la flotta americana, consentendo loro di sferrare il primo attacco. La mattina del 19 giugno, la Belleau Wood e la Bataan lanciarono i loro caccia CAP per difendere la task force, ma nessuno dei quattordici gruppi d'attacco giapponesi si avvicinò al TG 58.1. Quei gruppi furono tutti interrotti dai caccia degli altre task group americane. La USS Belleau Wood invece inviò alcuni dei suoi caccia a rastrellare di nuovo Guam, dove abbatterono altri dieci caccia Zero che erano stanziati sull'isola. La schiacciante vittoria americana, che vide la distruzione di circa 300 aerei giapponesi, fu soprannominata la "Great Marianas Turkey Shoot". Quella sera, le portaerei giapponesi iniziarono a ritirarsi verso ovest e, la mattina del 20 giugno, le portaerei americane virarono per inseguirle. Quella mattina la Belleau Wood inviò di nuovo i suoi caccia per attuare un giro di pattugliamento, ma gli aerei di ricerca della flotta non riuscirono a localizzare i giapponesi in ritirata. Una volta individuate le unità giapponesi, le portaerei americane lanciarono comunque un attacco importante dove la USS Belleau Wood contribuì con quattro aerosiluranti TBF e sei caccia F6F. Al tramonto gli aerei affondarono la portaerei giapponese Hiyō dovendo posi successivamente effettuare un difficile atterraggio notturno.

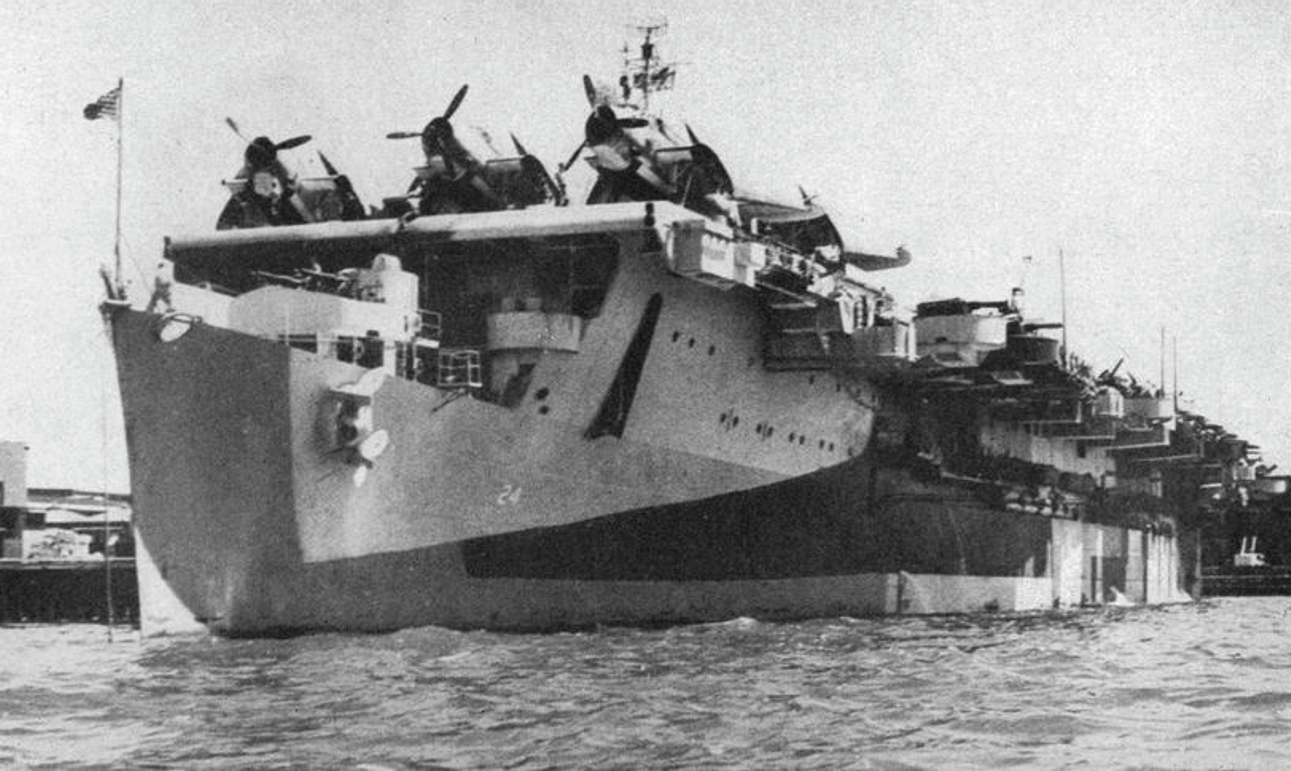
La USS Belleau Wood nel porto di Pearl Harbor nel luglio 1944.

Il giorno successivo, il 21 giugno, la flotta americana continuò l'inseguimento dei giapponesi in ritirata, ma questi ultimi avevano un vantaggio troppo grande e gli americani interruppero presto l'inseguimento per tornare alle spiagge dell'invasione. Mentre la flotta si dirigeva verso le Marianne, uno dei caccia della Belleau Wood abbatté un bombardiere G4M. Le portaerei riorganizzarono anche i loro gruppi aerei, poiché molti aerei erano atterrati su altre portaerei durante il confuso atterraggio notturno della sera precedente. Le navi della TG 58.1 si staccarono dalla flotta principale e si diressero verso nord per riprendere i loro attacchi alle isole Bonin, interrotti dalla battaglia del Mar delle Filippine. La USS Belleau Wood fornì ancora una volta la difesa dei caccia del task group mentre il resto delle portaerei assaltava Iwo Jima e infliggeva gravi danni agli aerei giapponesi presenti sull'isola. Successivamente il Task Group 58.1 partì per le isole Marshall con lo scopo di rifornirsi di munizioni e di carburante, arrivando a Enewetak il 27 giugno. Lo stesso giorno, la Belleau Wood lasciò la flotta per tornare a Pearl Harbor per delle modifiche che includevano lo stoccaggio di munizioni missilistiche per il suo aereo. Arrivò nelle Hawaii il 2 luglio, entrò nel bacino di carenaggio il giorno seguente e il lavoro fu svolto la settimana successiva. Condusse un breve periodo di addestramento nelle acque hawaiane prima di partire per l'ancoraggio della flotta nelle isole Marshall il 22 luglio. Raggiunse Enewetak il 30 luglio e si unì alla Task Group 58.4 il 2 agosto.
La USS Belleau Wood e il resto della task force della portaerei di classe Independence furono quindi inviati a supportare l'invasione di Guam, e la portaerei contribuì con i suoi aerei agli attacchi contro le posizioni giapponesi sull'isola durante i combattimenti. Successivamente tornò a Enewetak il 13 agosto per rifornirsi e riarmarsi prima dell'ultima fase importante della campagna delle Marianne e Palau. Alle portaerei fu ordinato di attaccare gli aeroporti giapponesi a Yap, Mindanao, nelle Filippine meridionali, e di nuovo le isole Bonin, con lo scopo di neutralizzare qualsiasi aereo che potesse tentare di interferire con l'invasione delle isole Palau e Morotai in Nuova Guinea. La USS Belleau Wood si unì alla USS Wasp e ad altre due portaerei in quello che era il Task Group 38.1, che partì il 29 agosto per iniziare i raid sulle Palau. Il giorno seguente, uno degli Hellcat della Belleau Wood si schiantò durante l'atterraggio, causando la morte di tre uomini, tra cui il comandante assistente delle operazioni aeree. Il 7 agosto, le portaerei iniziarono ad attaccare obiettivi nelle Palau e diversi aerei provenienti dalla Belleau Wood colpirono un impianto di fosfato ad Angaur. Il task group continuò verso ovest per attaccare Mindanao. Mentre le portaerei si allontanavano dall'isola, i caccia della USS Belleau Wood abbatterono un bombardiere Yokosuka P1Y e un caccia Kawasaki Ki-45, sebbene anche uno dei suoi Hellcat venne abbattuto.
Il 10 settembre 1944 i caccia della USS Belleau Wood effettuarono delle ricognizioni sugli aeroporti presenti a Buayan e a Digos, mentre i suoi TBF Avengers attaccarono il campo di Cotabato, anche se trovarono pochi aerei giapponesi da distruggere. Il gruppo di lavoro si diresse quindi a nord per attaccare le Visayas nelle Filippine centrali, dove il 12 settembre i caccia della nave attaccarono l'isola di Negros e Cebu, catturando un paio di Zero, un caccia Nakajima Ki-43 e un aerosilurante Nakajima B6N. Gli aerei della Belleau Wood lanciarono anche una serie di attacchi missilistici contro installazioni giapponesi e navi costiere presenti nella zona. Il giorno dopo, i suoi caccia distrussero un altro Ki-43 e un P1Y. Il Task Group 38.1 salpò quindi verso sud per fornire copertura per gli sbarchi sull'isola indonesiana di Morotai, dove i caccia della USS Belleau Wood distrussero cinque bombardieri G4M e un caccia Ki-45 a terra. Lo sbarco fu effettuato tra il 15 e il 17 settembre, ma le portaerei non videro altri combattimenti significativi durante quel periodo e il 18 settembre, la Belleau Wood fu trasferita al TG 38.4. Successivamente partì per Seeadler Harbor per rifornirsi di carburante e riarmarsi prima di unirsi alla sua nuova unità, che includeva la USS Enterprise, la portaerei della flotta Franklin e la portaerei leggera San Jacinto. Il gruppo lasciò Seeadler Harbor il 24 settembre per pattugliare al largo di Palau, rimanendovi fino al 5 ottobre a causa di un tifone nella zona, prima di riunirsi al resto della Fast Carrier Task Force a ovest delle Marianne.

#### Campagna nelle Filippine
La flotta americana iniziò quindi le operazioni per preparare il suo prossimo grande assalto anfibio nel Pacifico centrale: l'invasione delle Filippine. Dopo il rifornimento in mare il 7 ottobre, la Fast Carrier Task Force si mise in viaggio per iniziare una serie di incursioni su obiettivi vicini che avrebbero cercato di interferire con l'imminente invasione, a partire dalle isole Ryūkyū. Tre giorni dopo, le portaerei attaccarono gli aeroporti di Okinawa e di altre due isole del gruppo, distruggendo decine di aerei giapponesi e molte navi costiere. Le portaerei poi virarono a sud, colpirono gli aeroporti di Luzon, nelle Filippine settentrionali, prima di virare a ovest per attaccare l'isola di Formosa. Nel corso della cosiddetta battaglia aerea di Formosa, che durò dal 12 al 16 ottobre, la USS Belleau Wood effettuò una serie di incursioni contro le infrastrutture giapponesi sull'isola, sostenendo di aver distrutto cinque aerei in attacchi agli aeroporti. I suoi caccia impiegati nel pattugliamento marittimo abbatterono anche tre Zero, un caccia Ki-43 e cinque bombardieri G4M che tentarono di colpire le portaerei il 13 ottobre. Più tardi quel giorno, altri sei G4M sfuggirono agli aerei della CAP, ma i cannoni antiaerei della Belleau Wood contribuirono alla distruzione di quattro dei bombardieri.
Il 14 ottobre le navi del Task Group 38.4 virarono a sud per iniziare gli attacchi preparatori su Leyte, obiettivo dell'imminente assalto anfibio. Gli aerei da trasporto fecero prima irruzione negli aeroporti di Aparri, sull'isola di Luzon, per poi colpire obiettivi intorno alla baia di Manila mentre si dirigevano a sud verso Leyte. Nel corso di queste incursioni, i caccia della Belleau Wood rivendicarono l'abbattimento di altri undici aerei giapponesi di vario tipo. Rivendicarono anche l'affondamento di un paio di navi mercantili e una petroliera. La battaglia di Leyte iniziò il 20 ottobre e nei tre giorni successivi l'USS Belleau Wood fornì la CAP sulla spiaggia dell'invasione.

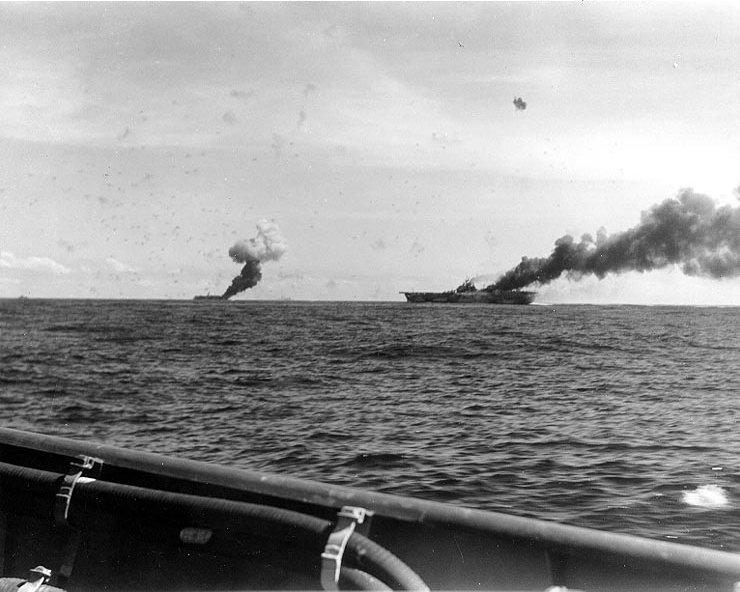
La USS Belleau Wood (a sinistra, in lontananza) e la USS Franklin (a destra) in fiamme dopo essere state colpite dai kamikaze al largo di Leyte il 30 ottobre.

In risposta all'invasione americana delle Filippine, i giapponesi inviarono quattro principali unità della flotta per attaccare la flotta d'invasione in un'azione sincronizzata. L'azione che seguì, la battaglia del Golfo di Leyte, consisteva in una serie di battaglie separate tra le forze americane e giapponesi. Il TG 38.4 lanciò aerei di ricerca la mattina del 24 ottobre per cercare di localizzare la flotta giapponese situata nelle vicinanze delle isole Visaya. In seguito alla localizzazione della forza centrale giapponese, la Belleau Wood e le altre portaerei lanciarono un grosso attacco contro di essa, che portò alla battaglia del mare di Sibuyan. In quell'azione, i TBF della Belleau Wood affermarono di aver colpito con i siluri una delle corazzate giapponesi. Più tardi quella sera, Halsey ricevette rapporti sulle portaerei della Northern Force e la task force delle portaerei veloci si diresse a nord per intercettarle. La mattina seguente, tutte e quattro le portaerei giapponesi furono affondate nella battaglia al largo di Capo Engaño, sebbene la Belleau Wood non contribuì con alcun aereo alla loro distruzione. Tuttavia, i suoi TBF contribuirono all'affondamento dell'incrociatore leggero Tama. Un'azione separata combattuta tra forze di superficie - la battaglia dello stretto di Surigao - vide la distruzione della Southern Force nella notte tra il 24 e il 25 ottobre. La Center Force, non dissuasa dai suoi attacchi del giorno precedente, proseguì e quasi irruppe nella flotta d'invasione nella battaglia al largo di Samar, ma alla fine fu respinta dalle portaerei di scorta, dai cacciatorpediniere e dalle scorte di cacciatorpediniere che fornivano la difesa locale alla flotta.

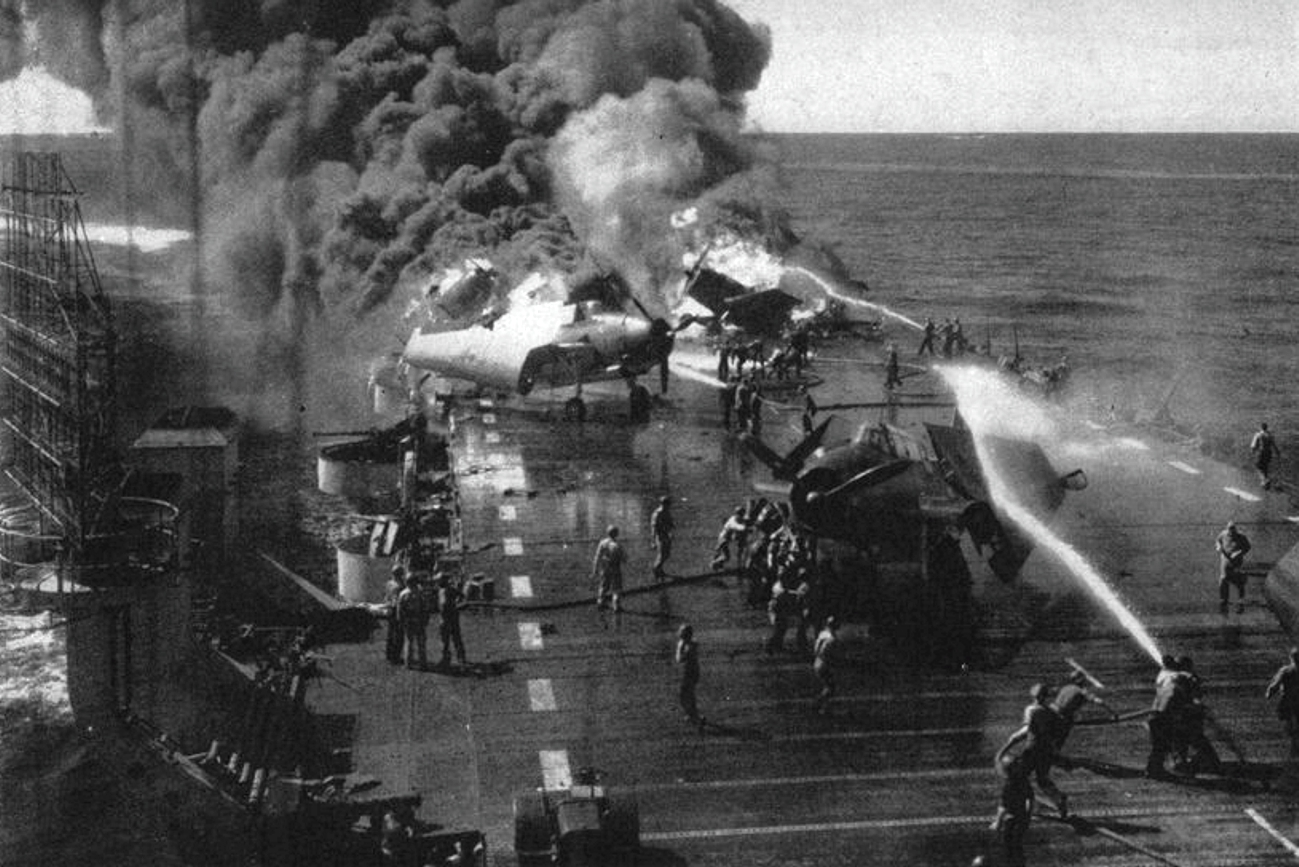
L'equipaggio del ponte di volo mentre sposta gli aerei Grumman TBM Avenger intatti del Torpedo Squadron 21 (VT-21) lontano dalle fiamme mentre gli altri combattono gli incendi.

Il 26 ottobre le navi del TG 38.4 fecero rifornimento per poi successivamente tornare a sostenere direttamente i soldati che combattevano a Leyte per i successivi quattro giorni. Le portaerei colpirono anche gli aeroporti intorno a Manila per impedire l'invio di rinforzi nelle Filippine. I giapponesi iniziarono i primi attacchi suicidi kamikaze in risposta al peggioramento della situazione strategica. Il primo colpì la portaerei Intrepid il 29 ottobre e un altro attacco fu effettuato il giorno successivo. Intorno alle 14:00, cinque kamikaze riuscirono ad oltrepassare la difesa della PAC volando a un'altitudine di circa 5.500 m. Tre degli aerei furono abbattuti dal fuoco antiaereo della flotta, ma uno si schiantò contro la USS Franklin. L'ultimo aereo, identificato come un caccia Zero, sganciò una bomba sulla Franklin prima di schiantarsi sul ponte di volo della Belleau Wood alle 14:27. Lo Zero atterrò in mezzo a undici caccia F6F carichi e provocò una serie di esplosioni e gravi incendi. Le squadre di controllo dei danni lavorarono per tre ore per domare l'incendio. L'attacco uccise 92 persone e ne ferì altre 97, e danneggiò il ponte di volo, impedendo ulteriori operazioni aeree. La nave si staccò dalla flotta e navigò verso est verso le Isole Caroline.
Durante la sosta a Ulithi dal 3 al 10 novembre, l'equipaggio della nave effettuò alcune riparazioni temporanee, prima che la nave partisse per San Francisco per riparazioni permanenti. Lungo la strada attraversò Pearl Harbor, arrivando finalmente sulla costa occidentale il 29 novembre. Lì, il giorno successivo venne attraccata a secco presso il cantiere navale di Hunters Point. Insieme ai lavori di riparazione, la nave fu revisionata e furono installati ulteriori cannoni Bofors da 40 mm. I lavori furono completati entro la metà di gennaio 1945 e da allora in poi la nave iniziò a ricongiungersi alla flotta. Raggiunse Ulithi il 7 febbraio, dove si unì al Task Group 58.1, che comprendeva la USS Hornet, la USS Wasp e la portaerei Bennington.

#### Campagna delle isole Vulcano e Ryūkyū
Il 10 febbraio, le navi del TG 58.1 si organizzarono per effettuare una serie di attacchi contro le posizioni giapponesi nelle Isole d'origine giapponesi per distruggere le forze che avrebbero potuto interferire con le invasioni pianificate delle Isole Bonin e Ryukyu nella campagna del Vulcano e delle Isole Ryukyu, con lo scopo di spianare la strada all'eventuale invasione del Giappone. Entro il 16 febbraio, il Task Group 58.1 raggiunse una posizione a circa 125 miglia nautiche a sud-est di Tokyo, iniziando gli attacchi agli aeroporti in Giappone. Gli aerei da trasporto americani rivendicarono la distruzione di diverse centinaia di aerei giapponesi in questi raid. Quella mattina, uno dei caccia della Belleau Wood mentre batteva la sua zona di CAP, abbatté un aereo da ricognizione Mitsubishi Ki-46 che si avvicinava alla flotta. Il maltempo costrinse l'annullamento dei restanti attacchi pianificati e la fast carrier task force salpò invece verso sud per fornire copertura all'invasione di Iwo Jima il 19 febbraio.

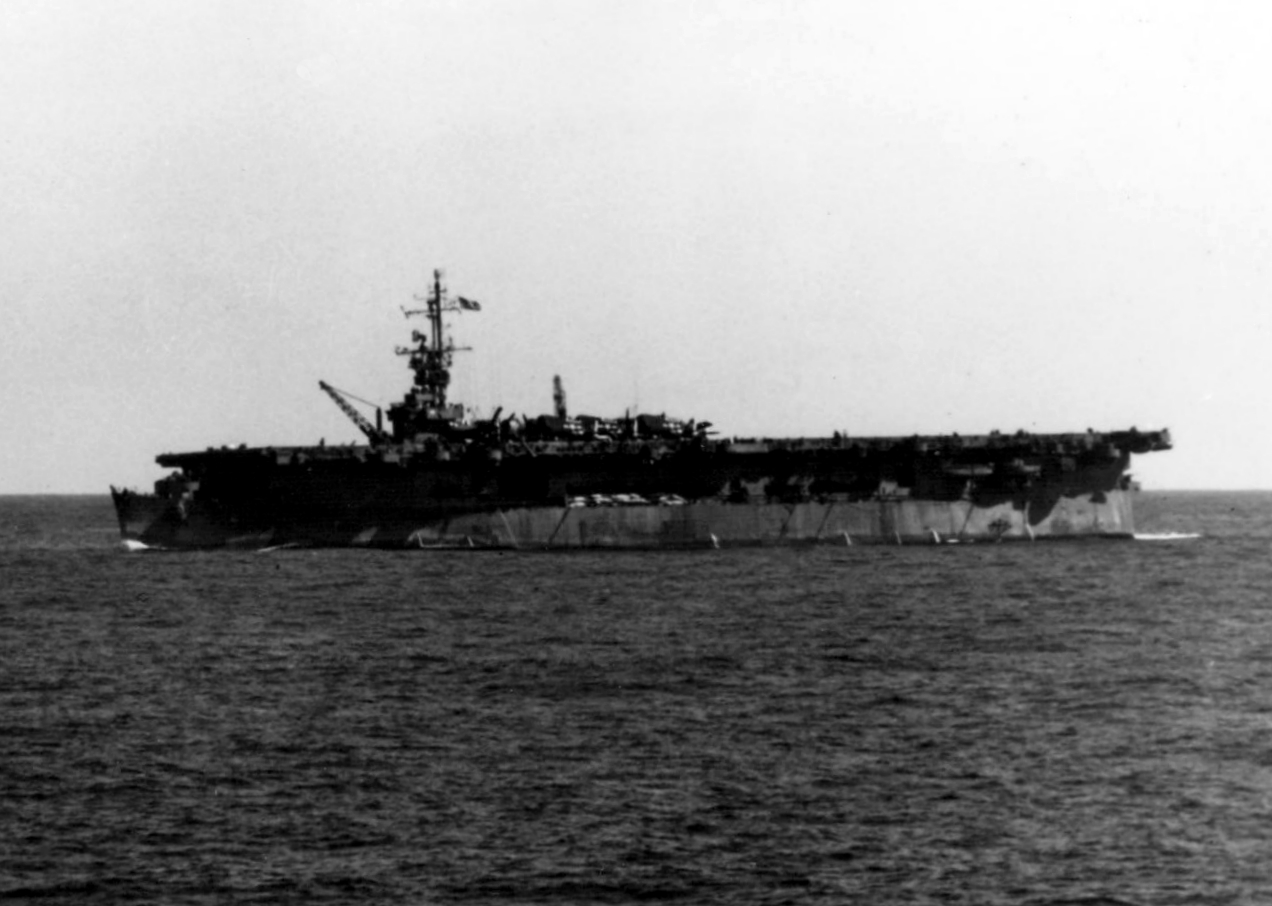
La USS Belleau Wood al largo di Iwo Jima nel febbraio 1945

La USS Belleau Wood fornì la difesa aerea su Iwo Jima per i cinque giorni successivi per impedire agli aerei giapponesi di supportare la guarnigione mentre i marines americani combattevano per il controllo dell'isola. I suoi aerei fecero irruzione nell'aerodromo di Susaki su Chichi Jima per ridurre i contrattacchi giapponesi contro le forze d'invasione. I giapponesi lanciarono attacchi kamikaze sempre più violenti contro la flotta, così il Task Group salpò verso nord per lanciare un altro importante raid nell'area di Tokyo. Vennero nuovamente bloccati dal maltempo il 25 febbraio, dirottarono successivamente per fare irruzione a Okinawa. I caccia della USS Belleau Wood fornirono ancora una volta la difesa della PAC e i suoi TBF furono utilizzati per effettuare attacchi missilistici contro installazioni giapponesi a Okinawa il 1° marzo. La flotta poi salpò verso sud per rifornire scorte e munizioni a Ulithi per prepararsi alla fase successiva della campagna.
Le navi rimasero a Ulithi per dieci giorni, fino al 14 marzo, quando partirono per iniziare gli attacchi preparatori per l'ultima grande invasione della guerra: l'invasione di Okinawa. Il TG 58.1 ricevette l'ordine di attaccare gli aeroporti giapponesi a Kyūshū, la più a sud delle Home Islands, per ridurre la considerevole potenza aerea radunata per la difesa finale del Giappone. Quattro giorni dopo, le navi, in posizione, lanciarono un raid su larga scala sull'isola, insieme a raid secondari sulle basi navali di Kure e Kobe. I caccia della Belleau Wood prestarono nuovamente servizio nella CAP per i tre giorni successivi e videro un combattimento esteso. Solo il 21 marzo, uno dei suoi aerei e otto caccia della USS Hornet rivendicarono la distruzione di ventuno aerei giapponesi in totale. Le portaerei poi rivolsero la loro attenzione a Okinawa stessa dal 23 al 28 marzo, dove i caccia della USS Belleau Wood effettuarono delle ricognizioni sulle Ryūkyū con lo scopo di intercettare qualsiasi aereo giapponese che potesse trovarsi nella zona. Il 29 marzo, contribuì con i suoi aerei a un importante raid sugli aeroporti di Kyūshū in concerto con i bombardieri Boeing B-29 Superfortress in volo dalle Isole Marianne. In seguito riprese gli attacchi su Okinawa.
Le forze americane sbarcarono a Okinawa il 1° aprile e la Belleau Wood fornì difesa aerea alla flotta d'invasione. Fornì anche supporto aereo ravvicinato ai marines che combattevano per farsi strada attraverso l'isola. Il 6 aprile, un caccia Zero tentò di schiantarsi contro la nave, ma i suoi cannoni antiaerei lo abbatterono prima che potesse entrare in collisione con la nave. L'onda d'urto dell'esplosione subacquea dello Zero che affondava gettò in mare un uomo, che non fu recuperato. Il giorno dopo, la nave prese parte alla distruzione della corazzata Yamato, che era stata inviata in una missione suicida finale per attaccare la flotta d'invasione. Gli aerei della USS Belleau Wood rivendicarono colpi su diversi cacciatorpediniere di scorta alla Yamato. Gli aerei imbarcati della flotta americana affondarono la maggior parte delle navi giapponesi, inclusa la grande Yamato.
La USS Belleau Wood riprese le operazioni aeree su Okinawa, sia per difendere la flotta e le forze di terra dagli attacchi aerei giapponesi, sia per degradare gli aeroporti giapponesi sulle isole vicine. Nel corso delle tre settimane successive, i caccia della nave distrussero quattordici aerei giapponesi. Successivamente si ritirò a Ulithi per rifornirsi e riarmarsi. Arrivò lì il 30 aprile, ma tornò alla stazione al largo di Okinawa entro il 12 maggio. Lì, sostituì la portaerei Bunker Hill, inquadrata nel TG 58.3, che era stata gravemente danneggiata da un kamikaze. Il Task Group 58.3 a quel tempo comprendeva anche l'Essex, la portaerei Hancock e la portaerei leggera Cabot. La Belleau Wood riprese le sue precedenti attività, i suoi caccia pattugliarono Okinawa e attaccarono gli aeroporti giapponesi nella regione. Durante questo periodo, i suoi caccia abbatterono un caccia Nakajima Ki-84 e un bombardiere G4M, anche se uno dei suoi TBF fu abbattuto dal fuoco antiaereo. All'inizio di giugno, l'inizio della stagione dei tifoni costrinse le portaerei ad interrompere le operazioni di volo, anche se la Belleau Wood fu in grado di lanciare un raid il 7 giugno. Tre giorni dopo, il 10 giugno, il fast carrier task force si ritirò nelle Filippine per evitare il maltempo.

#### Campagna del Giappone e fine della guerra

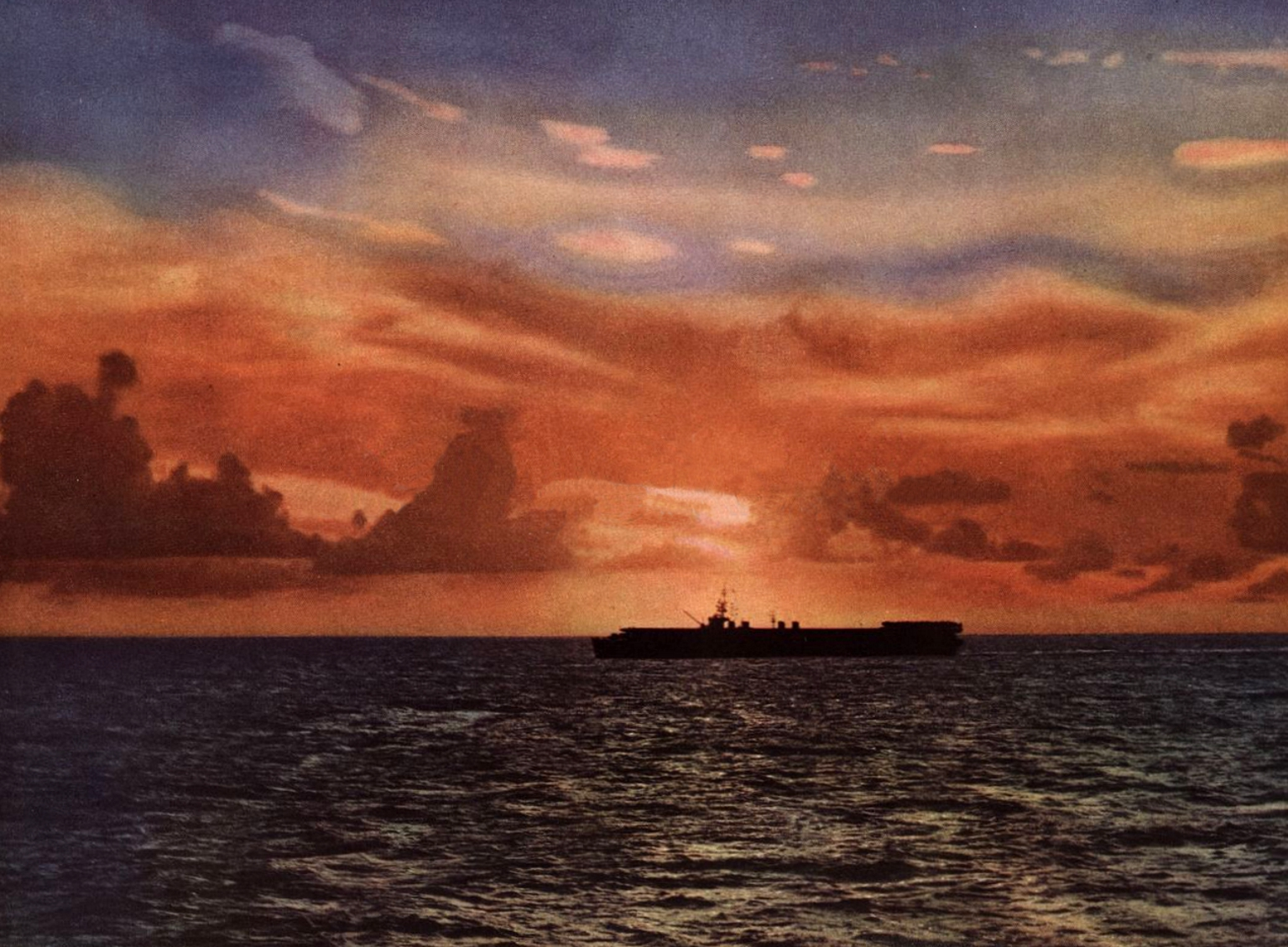
La USS Belleau Wood in navigazione nel 1945.

Le portaerei trascorsero le due settimane successive nelle Filippine per addestrarsi ed effettuare riparazioni, prima di ripartire il 1º luglio per riprendere le operazioni al largo del Giappone. Gli aerei della Belleau Wood parteciparono a un attacco agli aeroporti vicino a Tokyo il 10 luglio, seguito da attacchi a vari obiettivi su Hokkaido il 14 e 15 luglio. Le portaerei tornarono ad attaccare l'area di Tokyo due giorni dopo prima di fermarsi per fare rifornimento in mare dal 19 al 23 luglio. Gli aerei della USS Belleau Wood attaccarono poi la base navale di Kur il 24 luglio, dove aiutarono ad affondare la corazzata-portaerei ibrida Hyūga e altre quindici navi più piccole. Il 25 luglio, i caccia della USS Belleau Wood furono attaccati da un gruppo di caccia giapponesi mentre sorvolavano Yōkaichi e, nella battaglia che ne seguì, gli americani dichiararono di aver abbattuto cinque Ki-84 e due Ki-61 e di aver perso due caccia. Ulteriori attacchi furono annullati a causa del maltempo per la maggior parte del resto del mese, fino al 29 luglio, quando la Belleau Wood e le altre portaerei lanciarono un'altra serie di raid allora e il 30 luglio.Le navi si ritirarono quindi per rifornirsi di nuovo e, insieme a un altro tifone, le portaerei non tornarono di nuovo in stazione per riprendere gli attacchi aerei fino al 9 agosto. I velivoli della Belleau Wood colpirono gli aeroporti all'estremità settentrionale di Honshu, il che interruppe un attacco giapponese alle Marianne con bombardieri a lungo raggio. Le operazioni attorno a Tokyo ripresero il 13 agosto e due giorni dopo, una pattuglia di quattro F6F della Belleau Wood ingaggiò un gruppo di caccia giapponesi che avevano tentato di intercettare un attacco di TBF operato dalla British Pacific Fleet. In quell'azione, i caccia americani abbatterono cinque Zero e un caccia Ki-43; questa sarebbe stata l'ultima azione della nave in guerra. Poco dopo, i giapponesi indicarono che si sarebbero arresi, portando alla cessazione di tutte le missioni di combattimento.
La settimana successiva la USS Belleau Wood navigò nelle acque giapponesi, in attesa di istruzioni per la resa finale giapponese. Dal 22 agosto al 10 settembre, gli aerei della nave effettuarono pattugliamenti sul Giappone, cercando superstiti - piloti abbattuti o navi affondate - e consegnando rifornimenti ai campi di prigionia. Nel corso della sua carriera durante la guerra, la nave ricevette service star di battaglia. Il 10 settembre entrò nella baia di Tokyo per eseguire un ciclo di manutenzione, prima di partire il 15 dello stesso mese alla volta di Eniwetok per imbarcare un carico di rifornimenti da riportare in Giappone. Arrivò al largo del Giappone il 7 ottobre e proseguì verso la baia di Tokyo, che raggiunse cinque giorni dopo. Dopo aver imbarcato diverse centinaia di uomini, ripartì il 20 ottobre, questa volta diretta a Pearl Harbor, dove arrivò otto giorni dopo. La Belleau Wood fu quindi assegnato all'operazione Magic Carpet, ovvero il rimpatrio di migliaia di militari e civili americani dispiegati durante la guerra. Il suo equipaggio installò circa 600 cuccette aggiuntive nell'hangar per accogliere ulteriori passeggeri. Nella sua prima missione, imbarcò 1.248 uomini dell'esercito e della marina, partendo il 1º novembre e arrivando a San Francisco cinque giorni dopo. Fece altri due viaggi Magic Carpet, il primo a Guam dall'11 novembre al 10 dicembre portando a casa 2.053 uomini, e il secondo dal 18 dicembre al 31 gennaio 1946, sempre a Guam. La nave fu successivamente messa in riserva a San Francisco. Subì modifiche nel 1946 e nel 1947 e alla fine fu dismessa il 13 gennaio 1947 e collocata presso la stazione aerea navale di Alameda.

### Marine nationale

#### Commissione ed entrata in servizio
Nell'immediato dopoguerra, l'aeronautica navale francese disponeva solo di una flotta scarsa e disparata basata su caccia Seafire Mk.III (flottiglia 1F) e bombardieri Douglas SBD Dauntless (flottiglie 3F e 4F). La stessa Marina francese era formata da trecentosei navi disparate e obsolete del peso complessivo di 365.360 tonnellate, parte delle quali provenienti dagli aiuti alleati (203 navi ricevute in base agli accordi di prestito-affitto e mutuo soccorso, ovvero 71.944 tonnellate) e risultando alla disperata ricerca di una portaerei da affiancare alla La Fayette (ex USS Langley) e alla Arromanches (ex HMS Colossus).
Nel 1931 furono studiati i progetti PA-16 della mai realizzata classe Joffre da 18.000 tonnellate. Inoltre, durante la seconda guerra mondiale, erano stati effettuati degli studi da Vichy (progetto PA5B per una portaerei media, progetto PA1 P2C per una portaerei pesante da 47.000 tonnellate), ma le condizioni industriali e finanziarie rendevano necessaria la costruzione di un nuovo cantiere navale. 
Nel 1949 lo Stato Maggiore francese richiese, secondo il progetto di status navale, la possibilità di avere a disposizione quattro portaerei da 20.000 tonnellate, di cui due delle quali permanentemente disponibili. Nei primi anni '50 venne presa in considerazione, da parte del governo francese, l'opportunità di poter acquisire la portaerei americana di classe Independence USS Belleau Wood, dismessa e inserita nella riserva statunitense dal 1947.
Nel settembre del 1953 il presidente degli Stati Uniti d'America Dwight Eisenhower diede l'ordine di dare in prestito alla Marine Nationale la Belleau Wood. 

#### Bois Belleau
Il 5 settembre 1953 la portaerei di classe Independence venne trasferita in Francia, dove venne ribattezzata Bois Belleau, sempre in onore della battaglia di Bosco Belleau.
Inizialmente, la Marina francese ebbe difficoltà a mettere insieme un equipaggio per gestire la nave, il che ritardò la sua consegna ufficiale alla Francia fino al dicembre dello stesso anno. Inoltre, le sue caldaie furono trovate in cattive condizioni al momento della sua riattivazione, il che richiese riparazioni una volta arrivata alla sua nuova base navale.
Il viaggio verso la Francia venne utilizzato per trasportare il Grumman TBF Avenger da Norfolk a Bizerte.
Messa in servizio attivo il 23 dicembre 1953, imbarcò Hellcat e Helldiver per l'Indocina, che in quel momento era in guerra, e 32 caccia Dassault Ouragan che consegnò all'aeronautica indiana alla fine di aprile 1954 a Mumbai. Il 7 aprile 1954 la Bois Belleau partì per l'Indocina, arrivando nel golfo del Tonchino il 3 maggio. La portaerei durante il viaggio imbarcò gli Hellcats della 11F e l'Helldiver della 3F che intervennero fino al 7 maggio su Diên-Biên-Phu.
Dopo aver operato ad Hong Kong tra maggio e luglio, sostituì l'Arromanches nel golfo del Tonchino. Imbarcò i Corsair della flottille 14F i cui aerei operarono dal 15 al 20 luglio nell'Annam settentrionale e dal 28 al 29 luglio nella regione di Hue e Dong Hoï. Dopo quasi otto anni di guerra, il 1º agosto 1954 arrivò il cessate il fuoco. Fino alla metà di settembre, le rotazioni navali tra la baia di Ha Long, Cam Ranh, Tourane (Da Nang) e Capo Saint Jacques portarono l'evacuazione di circa 6.000 profughi, prendendo parte anche all'evacuazione finale del Tonchino. Il 16 dicembre dello stesso anno la portaerei classe Independence tornò a Tolone.
Dopo un periodo di ristrutturazione/ammodernamento, il Bois Belleau partecipò per tre anni alla vita della marina e a tutte le principali esercitazioni nazionali e NATO nel Mediterraneo. Nel maggio 1957 fece porto a Hampton Roads, Virginia, insieme all'incrociatore antiaereo De Grasse, nave ammiraglia dell'ammiraglio Jozan, circondate a loro volta da due squadre di scorta e da due scorte veloci. La marina francese, la più numerosa presente tra i rappresentanti delle flotte di trenta Nazioni, si trovava negli Stati Uniti in occasione dalla rassegna navale per il bicentenario della U.S. Navy.
Tra febbraio e marzo 1958, svariati attacchi aerei e missioni di supporto aereo ravvicinato furono lanciati da Corsair della Bois Belleau durante la guerra d'Algeria.
Dopo sei missioni di trasporto aereo tra Norfolk e la Francia, la portaerei fu restituita alla Marina degli Stati Uniti il 12 settembre 1960, quando arrivò al Philadelphia Naval Shipyard. Il primo ottobre fu rimossa dal registro del naviglio militare e successivamente smantellata tra il 1961 e il 1962.
Sotto bandiera francese, la Bois Belleau navigò per 183.216 miglia nautiche.

## Comandanti
Lista di comandanti dell'USS Belleau Wood e successivamente del Bois Belleau con relativa data di assunzione del comando:
 USS Belleau Wood
1. Captain Alfred M. Pride: 4 gennaio 1943;
2. Captain John A. Perry: 12 aprile 1944;
3. Captain W. G. Tomlinson: 26 gennaio 1945;
4. Captain John B. Moss: 15 dicembre 1945.

 Bois Belleau
1. Capitaine de vaisseau Louis Mornu: 5 settembre 1953;
2. Capitaine de frégate Raymond Rouméas: 7 agosto 1954;
3. Capitaine de frégate André Menvielle: 5 settembre 1954;
4. Capitaine de vaisseau Jacques Traub: 19 maggio 1956;
5. Capitaine de vaisseau Philippe de Scitivaux de Greische: 31 ottobre 1957;
6. Capitaine de vaisseau Henri Pacaud: 19 novembre 1958;
7. Capitaine de vaisseau Pierre Hurbin: 1 ottobre 1959.

## Riconoscimenti
|                             |  |                                                                                     |  |                                                         |
| Template:Ribbon devices/alt |  |                                                                                     |  |                                                         |
| Template:Ribbon devices/alt |  | Silver star · Silver star · Bronze star · Bronze star · Template:Ribbon devices/alt |  | Template:Ribbon devices/alt                             |
| Template:Ribbon devices/alt |  | Template:Ribbon devices/alt                                                         |  | Bronze star · Bronze star · Template:Ribbon devices/alt |